# Schelderode
Schelderode is een dorp in de Belgische provincie Oost-Vlaanderen en een deelgemeente van Merelbeke-Melle, het was een zelfstandige gemeente tot aan de gemeentelijke herindeling van 1977.

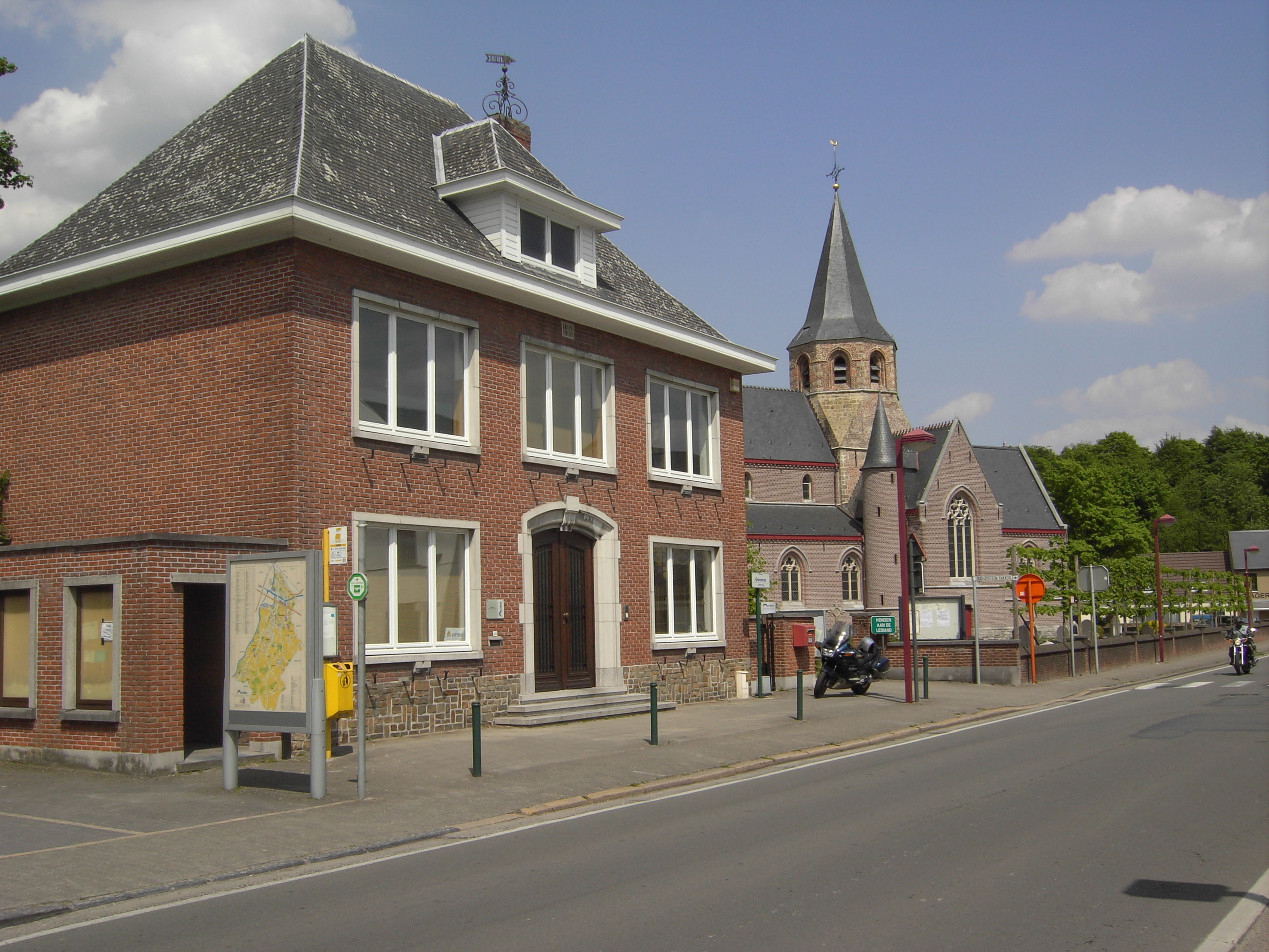
Het voormalige gemeentehuis en de kerk van Schelderode

Het dorp ligt ongeveer 10 kilometer ten zuiden van Gent en grenst in het noordwesten aan de Schelde. Schelderode grenst verder aan Bottelare, Munte, Melsen, Merelbeke, Baaigem, Gavere, Vurste en Zevergem .

## Geschiedenis
De oudste geschriften over Schelderode die gevonden zijn :
In 866 werd "Rodus" vermeld. Rode, plaats waar door rooien van bos ruimte was vrijgekomen voor enige bewoning en voor een kerk. Later werd het Schelderode om verwarring met het nabijgelegen Gontrode te voorkomen.
In de middeleeuwen was Schelderode de hoofdplaats van het Land van Rode dat tot het graafschap Aalst behoorde. Het land was een der grootste in het graafschap en telde tot 17 parochies die onderverdeeld waren in 4 leenhoven. In 1565 werd het land een baronie en in 1682 zelfs een markiezaat.
In de 19e eeuw waren er verscheidene steenbakkerijen gevestigd langs de Schelde.
In 1977 werd Schelderode bij Merelbeke gevoegd.

## Demografische ontwikkeling
- Bronnen:NIS, Opm:1831 tot en met 1970=volkstellingen; 1976 = inwoneraantal op 31 december

## Bezienswaardigheden
- De Sint-Martinuskerk die in 1947 beschermd werd als monument
- Het Kasteel Ten Dale
- De Schelderomolen

## Natuur en landschap
Schelderode ligt aan de Schelde waarvan de vallei, met de Merelbeekse Scheldemeersen, op 7-8 meter hoogte ligt. Hierin vindt men waterplassen die ontstaan zijn door de winning van turf en klei. Aan de oostrand van de vallei ligt een steilrand van ongeveer 10 meter hoogte, waar zich een licht golvend landschap met zandlemige bodem bevindt dat op ongeveer 20-25 meter hoogte ligt. Naar het zuiden toe, bij de Makegemse bossen, stijgt het land tot 44 meter hoogte. Van de ooit bosrijke gemeente zijn nog 114 ha bewaard gebleven. Door de nabijheid van Gent neemt de bebouwing toe, vooral door verkaveling van landbouwgronden.

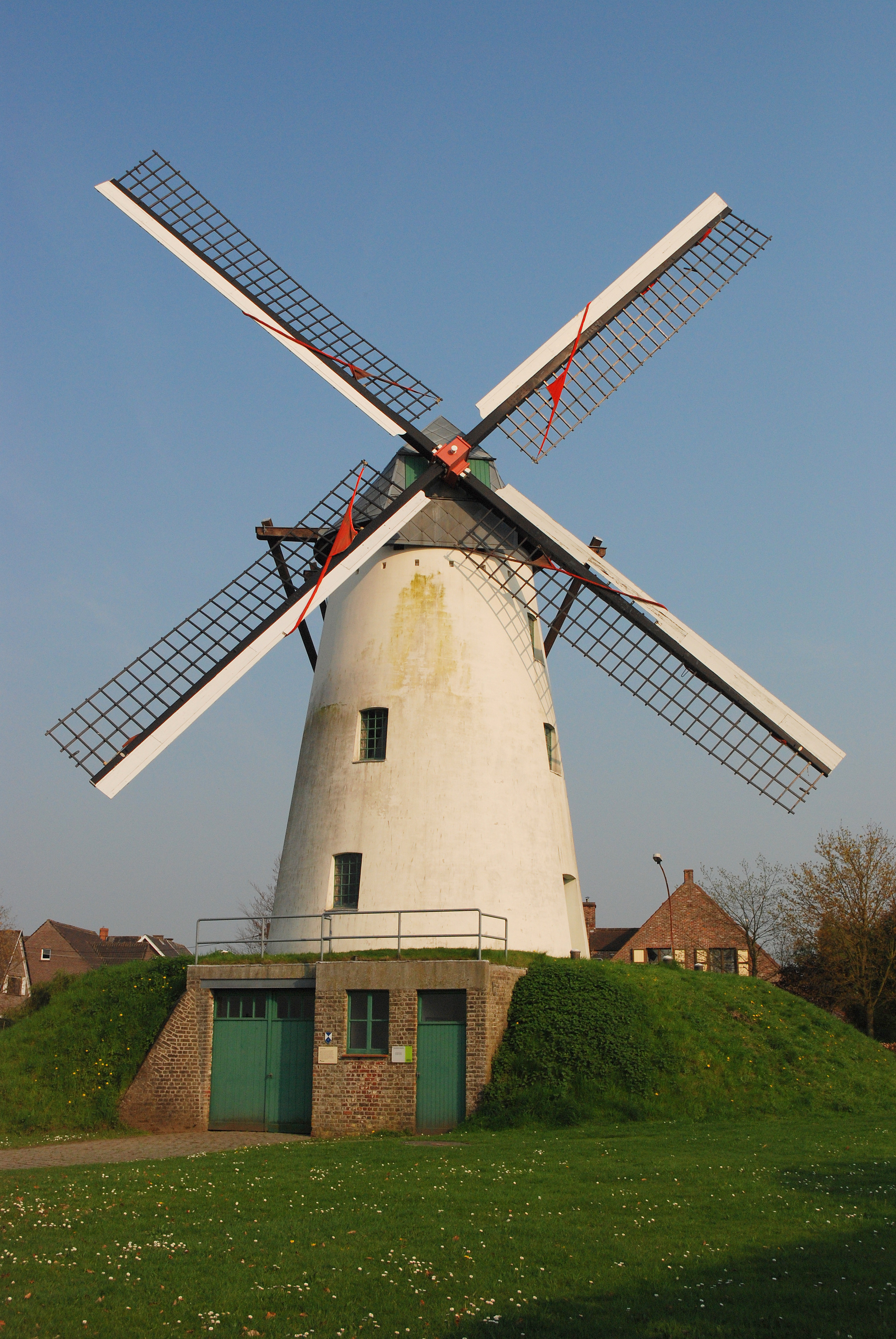
De Schelderomolen

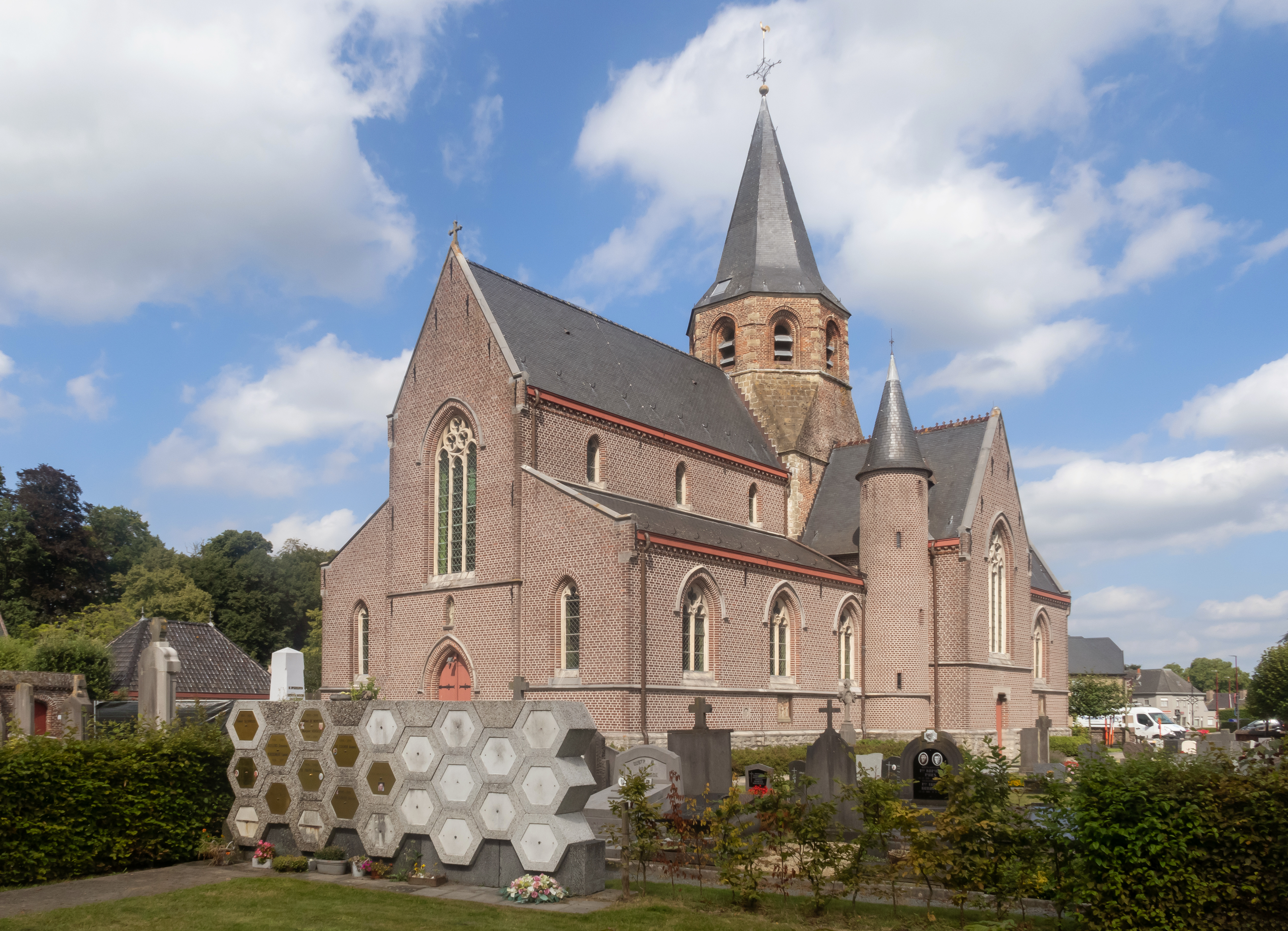
Parochiekerk Sint-Martinus

## Nabijgelegen kernen
Melsen, Munte, Bottelare, Kwenenbos